# Stapleford (Nottinghamshire)
Stapleford – miasto w Anglii, w hrabstwie Nottinghamshire, w dystrykcie Broxtowe. Leży na wschodnim brzegu rzeki Erewash, 10 km na zachód od miasta Nottingham i 177 km na północny zachód od Londynu. Miasto liczy 16 910 mieszkańców.